# Kalixälven
A Kalixälven Észak-Svédország egyik nagy folyója, Svédország négy szabályozatlanul hagyott folyója közül az egyik. (A többi három a Torneälven, a Vindelälven és a Piteälven. 1993-ban ezeket a Riksdag, a svéd parlament nemzeti folyónak nyilvánította és rögzítette, hogy azok kiépítetlenül, vízerőmű nélkül maradjanak.)

## Nevének etimológiája
Neve az északi számi nyelvű, kb. „hűvös vízű nagy folyót” jelentő Gáláseatnu szó svédesítése. A folyó felső szakaszának Kaalasväylä, alsó szakaszának Kaihnuunväylä a finn neve.

## Földrajzi leírása
A 430 km  hosszú Kalixälven Svédország legmagasabb hegye, a Kebnekaise közelében ered, Kiruna község területén, és onnan délkeleti irányban átfolyik a Lappföldön, majd délre fordulva Norrbotten megye területén át eléri a Botteni-öblöt Kalix városától délkeletre. Vízgyűjtő területe är 18 130 km². A folyón számos zuhogó, sellő, vízesés van, legnagyobb vízesése a Jockfallet.

## Története
Az 1808-1809-es finnországi háború utáni béketrágyalásokon egy ideig ezt a folyó tervezték határfolyóként elfogadni Svédország és Oroszország között, de végül a határ keletebbre, a Torne älvhez került.
A víz energiájának kiaknázása szempontjából a folyó nem volt különösebben vonzó, mert kevés tavon folyik át, esése alacsony. A közeli Lule älv ezzel szemben a Porjus és Messaure között 207 métert esik, és a Kalixälven vízhozama is csak a felét teszi ki azénak. Így viszonylag könnyű volt lemondani kiépítéséről.

Legjelentősebb mellékfolyói a Kaitumälven, a Tärendö älv és az Ängesån.

## Fordítás
- Ez a szócikk részben vagy egészben a Kalixälven című svéd Wikipédia-szócikk ezen változatának fordításán alapul.  Az eredeti cikk szerkesztőit annak laptörténete sorolja fel. Ez a jelzés csupán a megfogalmazás eredetét és a szerzői jogokat jelzi, nem szolgál a cikkben szereplő információk forrásmegjelöléseként.